# Regering-Anselme (Waals Gewest)
De regering-Anselme (10 mei 1988 - 8 januari 1992) was een Waalse regering, onder leiding van Bernard Anselme. De regering bestond uit de twee partijen:  PS (51 zetels) en PSC (25 zetels). 
De regering volgde de regering-Coëme op, na het ontslag van Guy Coëme en Philippe Busquin en werd opgevolgd door de regering-Spitaels, die gevormd werd na de verkiezingen van 24 november 1991.

## Samenstelling
De regering-Anselme telde aanvankelijk zes ministers: drie voor de PS en drie voor de PSC. Na de herschikking van de Waalse Regering in januari 1989 kreeg de regering er een zevende minister bij, die werd toegewezen aan de PS.
| Naam                                  | Naam                            | Partij                           | Partij | Functie en bevoegdheden                                                              | Termijn                          |
| ------------------------------------- | ------------------------------- | -------------------------------- | ------ | ------------------------------------------------------------------------------------ | -------------------------------- |
|                                       | Bernard Anselme (1945)          |                                  | PS     | Minister-president en minister Economie en KMO's                                     | 10 mei 1988 - 8 januari 1992     |
| Minister Plaatselijke Ambtenarenzaken | Bernard Anselme (1945)          | 18 januari 1989 - 8 januari 1992 | PS     |                                                                                      |                                  |
|                                       | André Cools (1927-1991)         |                                  | PS     | Minister Lokale Besturen, Gesubsidieerde Werken en Water                             | 10 mei 1988 - 3 mei 1990         |
|                                       | Alain Van der Biest (1945-2002) |                                  | PS     | Minister Lokale Besturen, Gesubsidieerde Werken en Water                             | 3 mei 1990 - 8 januari 1992      |
|                                       | Amand Dalem (1938-2018)         |                                  | PSC    | Minister Begroting en Financiën                                                      | 10 mei 1988 - 8 januari 1992     |
| Minister Huisvesting                  | Amand Dalem (1938-2018)         | 10 mei 1988 - 18 januari 1989    | PSC    |                                                                                      |                                  |
| Minister Transport                    | Amand Dalem (1938-2018)         | 18 januari 1989 - 8 januari 1992 | PSC    |                                                                                      |                                  |
|                                       | Albert Liénard (1938-2011)      |                                  | PSC    | Minister Ruimtelijke Ordening, Nieuwe Technologieën en Buitenlandse Betrekkingen     | 10 mei 1988 - 8 januari 1992     |
| Minister Onderzoek                    | Albert Liénard (1938-2011)      | 18 januari 1989 - 8 januari 1992 | PSC    |                                                                                      |                                  |
|                                       | Edgard Hismans (1930-1995)      |                                  | PS     | Minister Landelijke Vernieuwing, Natuurbehoud, Bedrijventerreinen en Werkgelegenheid | 10 mei 1988 - 8 januari 1992     |
| Minister Plaatselijke Ambtenarenzaken | Edgard Hismans (1930-1995)      | 10 mei 1988 - 18 januari 1989    | PS     |                                                                                      |                                  |
|                                       | Guy Lutgen (1936-2020)          |                                  | PSC    | Minister Landbouw en Milieu                                                          | 10 mei 1988 - 8 januari 1992     |
| Minister Energie                      | Guy Lutgen (1936-2020)          | 10 mei 1988 - 18 januari 1989    | PSC    |                                                                                      |                                  |
| Minister Huisvesting                  | Guy Lutgen (1936-2020)          | 18 januari 1989 - 8 januari 1992 | PSC    |                                                                                      |                                  |
|                                       | André Baudson (1927-1998)       |                                  | PS     | Minister Openbare Werken                                                             | 18 januari 1989 - 8 januari 1992 |
| Minister Uitrusting                   | André Baudson (1927-1998)       | 7 juni 1990 - 8 januari 1992     | PS     |                                                                                      |                                  |

### Herschikkingen
- Op 18 januari 1989 werden er enkele herschikkingen doorgevoerd.
  - Er is een nieuwe minister, André Baudson (PS), die bevoegd wordt voor Openbare Werken.
  - Edgard Hismans verliest de bevoegdheid Plaatselijke Ambtenarenzaken aan Bernard Anselme.
  - Amand Dalem krijgt er de bevoegdheid Transport bij, maar verliest Huisvesting aan Guy Lutgen, die op zijn beurt de bevoegdheid Energie verliest.
  - Albert Liénard krijgt er de bevoegdheid Onderzoek bij.
- Op 3 mei 1990 wordt André Cools, die ontslag had genomen wegens een interne machtsstrijd binnen de PS, vervangen door Alain Van der Biest.
- Op 7 juni 1990 wordt André Baudson ook bevoegd voor Uitrusting.

Dehousse I · 
Damseaux · 
Dehousse II · 
Wathelet · 
Coëme · 
Anselme · 
Spitaels · 
Collignon I · 
Collignon II · 
Di Rupo I · 
Van Cauwenberghe I · 
Van Cauwenberghe II · 
Di Rupo II ·
Demotte I ·
Demotte II ·
Magnette ·
Borsus ·
Di Rupo III ·
Dolimont ·